# Cyclotorna diplocentra
Cyclotorna diplocentra är en fjärilsart som beskrevs av Turner 1913. Cyclotorna diplocentra ingår i släktet Cyclotorna och familjen Cyclotornidae. Inga underarter finns listade i Catalogue of Life.